# Instytut Melioracji i Użytków Zielonych

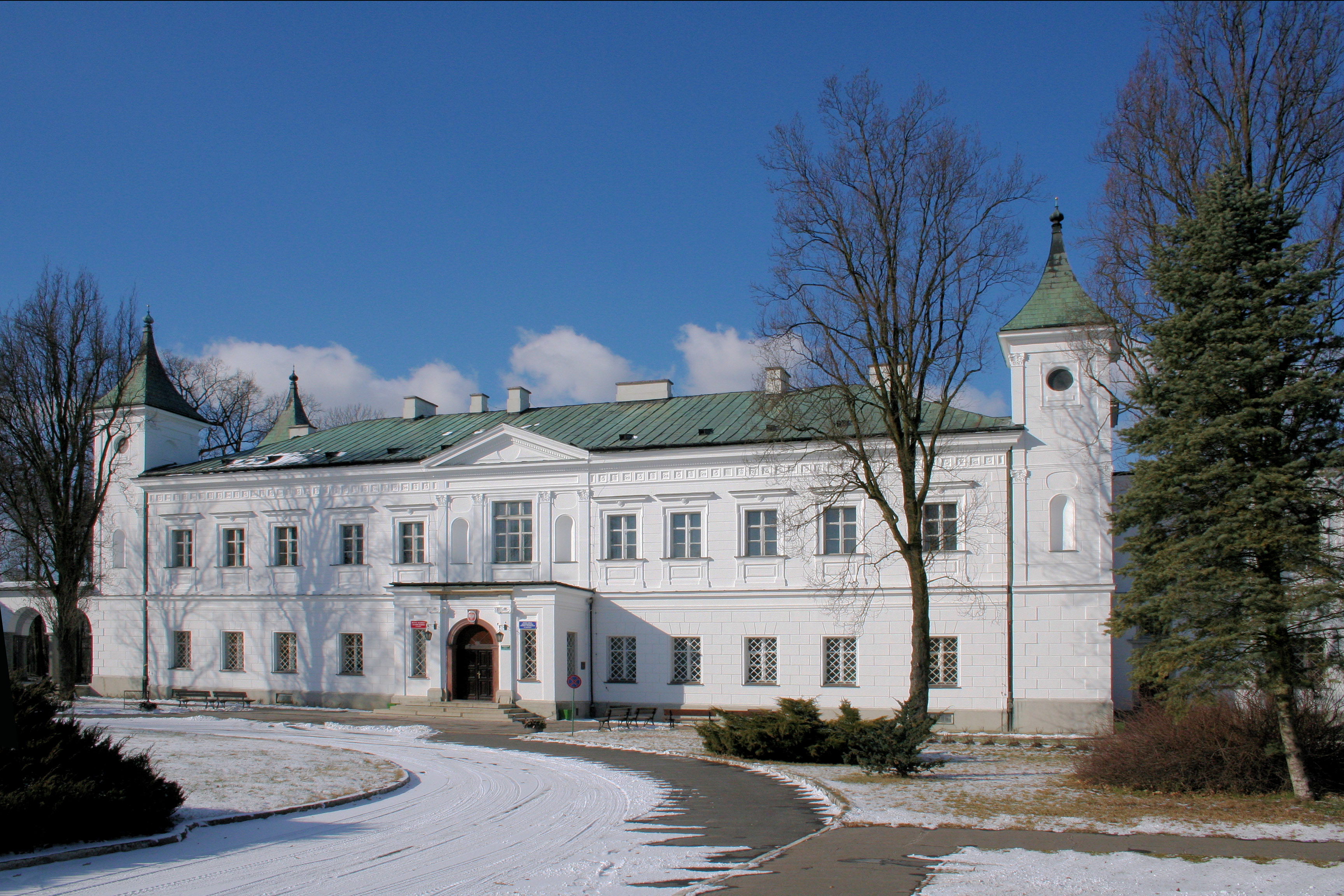
Pałac, obecnie siedziba IMUZ oraz Wyższej Szkoły Przedsiębiorczości i Rozwoju Regionalnego

Instytut Melioracji i Użytków Zielonych (IMUZ) – instytucja naukowa istniejąca w latach 1953–2009 jako zaplecze badawczo-rozwojowe Ministerstwa Rolnictwa i Rozwoju Wsi. Na bazie tej jednostki oraz Instytutu Budownictwa, Mechanizacji i Elektryfikacji Rolnictwa utworzony został z dniem 1 stycznia 2010 Instytut Technologiczno-Przyrodniczy z siedzibą w Falentach.
Celem Instytutu było prowadzenie oraz upowszechnianie wyników badań naukowych oraz prac badawczo-rozwojowych i innowacyjnych na rzecz zrównoważonego rozwoju obszarów wiejskich, rolnictwa, gospodarki wodnej, ochrony i kształtowania środowiska. Siedziba Instytutu znajdowała się w pałacu w miejscowości Falenty. W sześciu miastach działały regionalne oddziały badawcze.